# Johann Christoph Falck
Johann Christoph Falck (auch Falk) (* 27. Januar 1772 in Frankfurt am Main; † 9. Oktober 1823 ebenda) war ein deutscher Kaufmann und Abgeordneter.

## Leben
Falck lebte als Kaufmann in Frankfurt am Main. Er war Teilhaber der Firma Joh. Friedrich Schmidt, die Großhandel in ostindischen Waren sowie Spedition und das Wechselgeschäft betrieb. Von 1819 bis 1823 war er Mitglied der Frankfurter Handelskammer.
Zwischen 1820 und 1823 gehörte er der Ständigen Bürgerrepräsentation der Freien Stadt Frankfurt an. 1823 war er auch Mitglied im Gesetzgebenden Körper der Freien Stadt Frankfurt.